# Ермакова (Свердловская область)
Ермакова — деревня в Слободо-Туринском районе Свердловской области России, входит в состав муниципального образования «Усть-Ницинское сельское поселение». 

## Географическое положение
Деревня Ермакова муниципального образования «Слободо-Туринского района» Свердловской области расположена в 24 километрах (по автотрассе в 33 километрах) к юг-юго-западу от села Туринская Слобода, на левом берегу реки Межница, правого притока реки Ница. В деревне имеется пруд. Деревня входит в состав муниципального образования «Усть-Ницинское сельское поселение».

## Население
| 2002 | 2010 | 2021 |
| ---- | ---- | ---- |
| 316  | ↘280 | ↘182 |